# James Marsh (cestista)
James Marsh (Treviri, 14 luglio 1970) è un ex cestista e allenatore di pallacanestro tedesco.
Per la sua appartenenza di anni e la sua partecipazione determinante ai successi nella Coppa di Germania di pallacanestro maschile è annoverato, insieme a Carl Brown, Bernard Thompson e Keith Gray, come una delle più importanti persone di Treviri nel basket.

## Palmarès

### Giocatore
- Coppa di Germania: 2

TBB Trier: 1998, 2001